# Brief Encounters
Brief Encounters è un album della cantante pop francese Amanda Lear, pubblicato nell'ottobre 2009 dall'etichetta discografica indipendente Just Good Music For Your Ears e distribuito, in Italia, dalla Warner Music Italy. Nel resto del mondo è distribuito attraverso le piattaforme digitali o nei negozi online.
L'album è stato prodotto da Nerio Poggi, Enrico Petrelli, Nathan Thomas, Carl M Cox, Peter Wilson e da Chris Richards.

## Tracce
CD 1 For the Heart (CD Rosso)(US275/CD)
1. Someone Else's Eyes (con Deadstar) - 4:15 (Enrico Petrelli)
2. Back to Black - 4:08 (Amy Winehouse, Mark Ronson)
3. Cupidon - 3:15 (Enrico Petrelli, Yuri Primarosa, Nerio Poggi, Amanda Lear)
4. I Belong to You - 3:55 (Lenny Kravitz)
5. I Don't Wanna Lose You - 3:29 (Enrico Petrelli, Amanda Lear, Ely Barbosa)
6. Fallin' in Love Again - 2:48 (Eagle-Eye Cherry)
7. Je m'appelle Amanda - 2:47 (Enrico Petrelli, Amanda Lear)
8. Let's Love - 2:48 (James Louise Cartney)
9. Perfect Day - 3:30 (Lou Reed)
10. Comment te dire adieu? - 2:21 (Serge Gainsbourg, Arnold Goland, Jack Gold)
11. Sorrow - 2:37 (Bob Feldman, Jerry Goldstein, Richard Gottehrer)
12. Suicide Is Painless - 2:37 (Johnny Mandel, Mike Altman)
13. Secret Lover - 1:56 (Marco Morbidelli, Daniele Coluccini)
14. Someone Else's Eyes - 4:08 (Bonus video)

CD 2 For the Feet (CD Nero)(US275/CD)
1. Doin' Fine- 3:44 (Carl M Cox, Nathan Thomas, Baz Qureshi, Chris Rudall, Peter Wilson, Chris Richards, Frank Farian, George Reyam)
2. Someone Else's Eyes (All Eyes on the Dance Floor Radio Edit) - 3:32 (Enrico Petrelli)
3. This Is Not America (Obsessive Mix) - 3:48 (Enrico Petrelli)
4. Let the Music Play (Long Vs. Remix) - 5:24 (Giorgio Moroder, Pete Bellotte)
5. Always on My Mind (Radio Edit) - 3:37 (Johnny Christopher, Mark James, Wayne Carson Thompson)
6. For What I Am (Radio Version) - 2:50 (Enrico Petrelli)
7. For What I Am (R'n'B Version) - 2:57 (Enrico Petrelli)
8. This Is Not America (Long Vs. Remix) - 6:01 (Enrico Petrelli)
9. Always on My Mind (T1's Club Anthem Mix) (Johnny Christopher, Mark James, Wayne Carson Thompson) 6:31
10. Doin' Fine (Extended Version) - 7:43 (Carl M Cox, Nathan Thomas, Baz Qureshi, Chris Rudall, Peter Wilson, Chris Richards, Frank Farian, George Reyam)
11. This Is Not America (808 Ketamix) - 4:48 (Enrico Petrelli)